# 안병윤
안병윤(安炳玧, 1964년, 경상북도 예천군 ~ )은 대한민국의 공무원이다.

## 학력
- 대건고등학교 졸업
- 연세대학교 행정학 학사 졸업
- 콜로라도 주립 대학교 대학원 행정학 석사 수료
- ~ 2021 연세대학교 대학원 행정학 박사 수료

## 경력
- 1995 제39회 행정고시 합격
- 2004.04 ~ 2006.06 행정자치부 기획예산담당관실
- 2004.07 행정자치부 경상북도 지역협력관
- 행정안전부 자치운영과
- 2010.07 ~ 2011.06 행정안전부 재난안전실 재난대책과 과장
- 2011.07 ~ 2012.01 행정안전부 지방재정세제국 지방재정세관실 지방세정책과 과장
- 2012.02 행정안전부 교부세과 과장
- 행정안전부 선거의회과 선거상황실 실장
- 2014.11 ~ 2015.10 행정자치부 지방행정실 자치행정과 과장
- 2015.10 ~ 2018.12 경상북도청 기획조정실 실장
- 2019.01 ~ 2020.09 주미국대한민국대사관 공사 참사관
- 2020.10 ~ 2021.04 행정안전부 차세대지방재정정보화추진단 단장
- 2021.05 ~ 2022.05 행정안전부 대변인
- 2022.05 ~ 2022.09 대통령비서실 국정홍보비서관실 선임행정관
- 2022.09 ~ 2023.01 자치분권위원회 기획단장
- 2023.01 ~ 2023.11 제45대 부산광역시 행정부시장
- 국민의힘 행정안전위원회 수석전문위원
- 국민의힘 입당
- 2024.09 ~ 2025.03 경북도립대학교 총장
- 2025.03 ~ 초대 국립경국대학교 공공부총장

## 수상
- 2010년 근정포장
- 2017년 홍조근정훈장